# Nicolas Sévin
Nicolas Sevin (né à Paris vers 1613, mort à Paris le 9 novembre 1678) est un ecclésiastique qui fut successivement évêque de Sarlat de 1647 à 1657 puis coadjuteur en 1657 et enfin évêque de Cahors du 1659 à 1678.

## Biographie
Nicolas Sevin est issu d'une famille  de bourgeois originaire d'Orléans qui s'est établie ensuite à Paris et à Toulouse. Il est le fils de Éléazar conseiller de la prévôté d'Orléans en 1586 dont la carrière fut pénalisé par son loyalisme pendant La Ligue, et de Renée Vasse. Il fait ses humanités et étudie la philosophie au collège de Clermont  puis la théologie à Paris bien que l'on ne soit pas sur qu'il y ait obtenu un doctorat. Il fréquente le parti des dévots protégé par sa famille et est ordonné prêtre vers 1640. 
Il devient aumônier du roi et abbé commendataire de l'abbaye Saint-Wulmer de Samer dans le diocèse de Boulogne lorsqu'il est désigné comme évêque de Sarlat en 1647 par résignation de son prédécesseur. Il est confirmé le 18 mai 1648 et consacré en juillet par Henri de Béthune l'archevêque de Bordeaux.
Il fit construire, avec Anne-Marie-Louise d'Orléans, le cimetière de la Madeleine à Paris.
Le 19 mai 1656, il accepte de devenir le coadjuteur et futur successeur d'Alain de Solminihac l'évêque de Cahors. Il résigne alors son siège de Sarlat en faveur de François de Salignac de La Mothe-Fénelon. Il est confirmé comme coadjuteur le 24 septembre 1657 et le 31 décembre 1659, il devient évêque de Cahors à la mort d'Alain de Solminihac. Comme son prédécesseur c'est un proche de Vincent de Paul et c'est sous son épiscopat que la marquise de Mirepoix fonde à Cahors les Écoles chrétiennes dans lesquelles il place douze jeunes converties aux frais de l'évêché. il meurt à Paris.